# Хіцумабуші
Хіцумабуші (яп. ひつまぶし, латиніз.: Hitsumabushi) – місцева японська страва, що складається з тонко нарізаних кабаякі унаґі на рисі. Хіцумабуші став поширеним у 1950-х роках, коли вугор, вирощений на фермах, став широко доступним.

## Спосіб вживання
Основний стиль полягає в тому, щоб той, хто їсть, розділив його в мисці з рисом. Першу порцію з’їдають як є; другу порцію поливають неґі, васабі, норі та/або міцубою. Третю порцію поливають даші або зеленим чаєм з іншими приправами, щоб зробити чадзуке .

## Історія

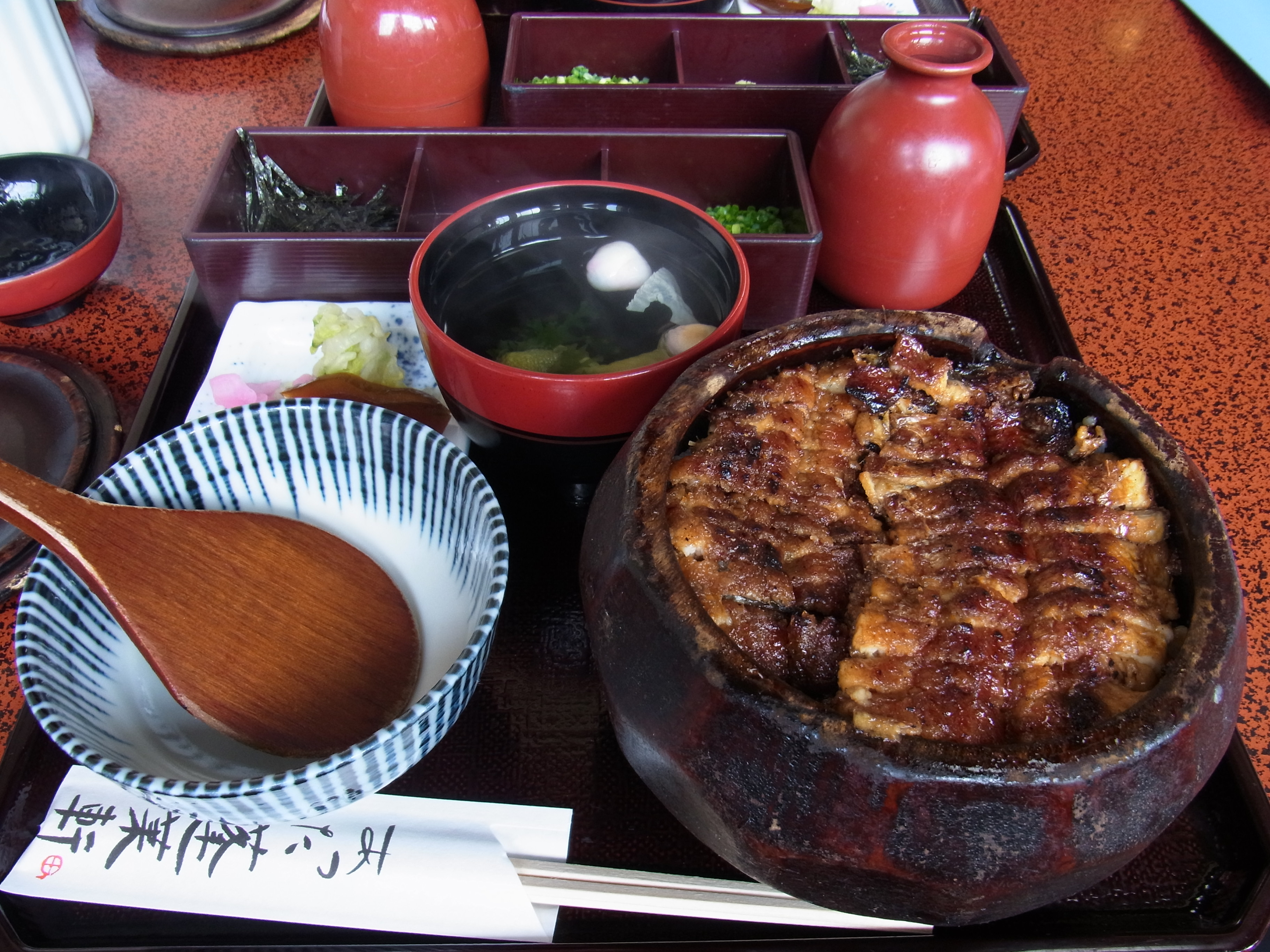
Хіцумабуші від Atsuta Houraiken

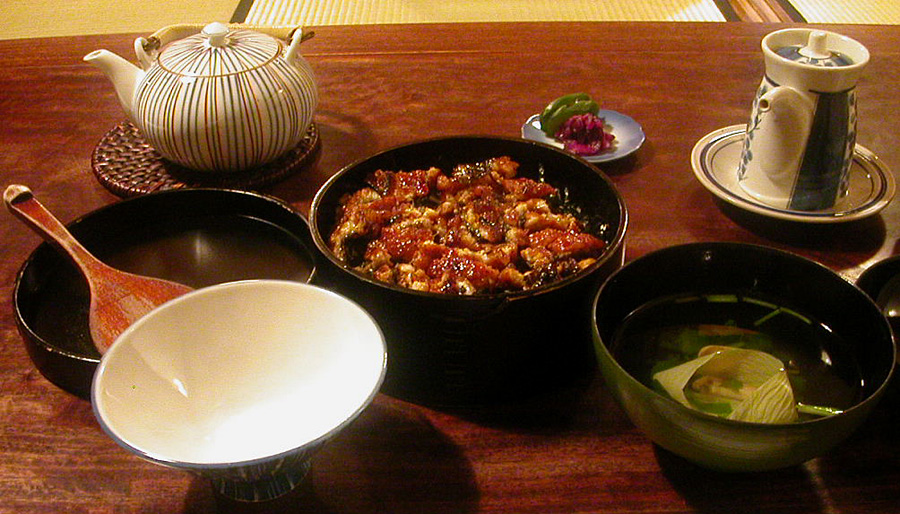
Хіцумабуші від Ібашо

Джерела цієї страви та час, коли її почали називати Хіцумабуші, точно невідомі. Поширена теорія полягає в тому, що вона виникла у ресторані Ryōtei в Наґоя, але дехто стверджує, що вона з'явилася у місті Цу, префектура Міе. Інші вважають, що вона виникла в регіоні Кансай.

### Теорія виникнення в Наґоя
Одним із таких ресторанів, який претендує на роль автора, є «Atsuta Houraiken» у Ацута-ку, Наґоя або «Іба шо» в Нака-ку, Наґоя. 
«Atsuta Houraiken» датує заснування хіцумабуші періодом Мейджі.  У той час «Atsuta Houraiken» подавав рис унаґі в гончарних мисках, але оскільки доставлень було багато, кур’єри часто розбивали порожні миски, коли поверталися. Тому миски ставили у великі дерев’яні діжки, що не б’ються. Ресторан також додав тарілку для кількості людей, з якими можна розділити миску. У 1985 році «Atsuta Houraiken» подали заявку на реєстрацію хіцумабуші як торгової марки в Японському патентному відомстві, і вона була зареєстрована в 1987 році.
"Ібасьо" стверджує, що хіцумабуші з'явилося в епоху Тайшо.  Опис хіцумабуші можна знайти в розділі «Ібашо» «Карти Мікаку Наґоя», опублікованої Sogensha в 1964 році.

### Теорія виникнення в Цу
За словами ресторану, заснованого в 1875 році в Цу, Міе, до початку розведення вугрів вони використовували диких вугрів, які були різного розміру. Товстіші було надто важко подавати клієнтам. Утилізувати їх було б марною тратою, тому їх смажили на грилі та нарізали на дрібні шматочки для їжі працівників. Запах риби залишиться, якщо її смажити занадто швидко, тому припускають, що вони додали приправи та зробили з неї чазуке (рис із зеленим чаєм).  Власник ресторану почув, що його пропонують у Наґої, і почав пропонувати його як пункт меню приблизно в 1975 році, а кілька ресторанів у Цу також почали пропонувати його після отримання запитів про хіцумабуші.

### Інші теорії
Дехто вважає, що страва виникла до епохи Мейджі.
У книзі, опублікованій у Токіо в 1926 році, «Весняні, літні, осінні, зимові щоденні страви» не згадується слово хіцумабуші, але описується страва, в якій смажений вугор розрізається на 2-3 бу (3-9 мм), поміщається на щойно зварений рис і змішується з кип’яченою рідиною з соєвого соусу, мірину та цукру.
Деякі люди пов'язують це з періодом нестачі їжі після Другої світової війни. Проте автор статті пізніше змінив термін на «ймовірно довоєнний період». 

## Найменування
Було висунуто кілька гіпотез щодо походження назви хіцумабуші.
- Теорія полягає в тому, що це тому, що воно кладеться (мабушу) на рис (хіцу японською мовою)[13].
- Згідно з Морисада Манкоу (守貞漫稿), написаним у 19 столітті, миски з вуграми називалися мабуші в регіоні Кансай[14]. Якщо це походження слова хіцу-мабуші, то воно використовується з 19 століття. Однак існує думка, що це випадковість і не має нічого спільного з хіцумабуші [13].

## Торгова марка
Хіцумабуші є зареєстрованою торговою маркою корпорації Houraiken, що базується в Наґої, заснованої в 1985 році та зареєстрованої в 1987 році . Однак це не означає, що Houraiken є автором хіцумабуші. Крім того, його зареєстрували як товар, а «їжа та напої» не підлягала реєстрації на момент подачі заявки. Після того, як ця категорія стала придатною для реєстрації, Houraiken подав заявку на торговельну марку для «їжі та напоїв», але Японське патентне відомство відхилило заявку, заявивши, що «більшість ресторанів вугрів у Наґої додають його до свого меню, і це відомо по всій країні».